# I See Stars
I See Stars is een Amerikaanse electronicoreband afkomstig uit Warren, Michigan.

## Biografie
De band werd in 2006 opgericht door Brent Allen, Andrew Oliver, Devin Oliver en Jeff Valentine, die elkaar al sinds de basisschool kenden en bij elkaar in de buurt woorden. De band bracht meerdere demo's en de ep Green Light Go!, voordat ze een contract aangeboden kregen bij Sumerian Records. Datzelfde jaar nog nam de band haar debuutalbum 3-D op in de Chango Gridlock Studios, te Orlando met producer Cameron Mizell. De rest van 2008 en 2009 kenmerkten zich door meerdere positionele wisselingen en extensief toeren. Zo deelde de band het podium met bands als In Fear and Faith, Asking Alexandria, Bury Tomorrow, Breathe Carolina en Emarosa.
Kort voordat de band in 2010 deelnam aan de Vans Warped Tour, nam de band haar tweede album The End of the World Party op, dat uiteindelijk pas uitgebracht zou worden op 22 februari 2011. Op 31 mei van datzelfde jaar maakte de band bij Jimmy Kimmel Live! haar debuut op nationale televisie. Bij deze late-night talkshow brachten ze de nummers Glow en What This Means to Me ten gehore. De rest van het jaar toerde ze als voorprogramma van of Mice & Men met de Monster Outbreak Tour en met Breathe Carolina and Chiodos voor de Scream It Like You Mean It tour.
Op 14 maart 2012 bracht de band haar derde studioalbum Digital Renegades uit. De eerste aankondigingen van het album deed de band al tijdens de Leave It 2 The Suits Tour, waarvan zij het hoofdprogramma waren. Tijdens deze tour verzorgden bands als Stick To Your Guns, Memphis May Fire en Our Last Night het voorprogramma. Op 30 augustus 2012 beleefde de band naar eigen zeggen de ergste 13 uur van hun leven. Alle bandleden waren namelijk gearresteerd voor het bezit van niet nader gedefinieerde hallucinogene drugs in Kansas. Eind 2012 werd de band verwijderd van The Thug in Me Is You tour nadat ze ruzie hadden gekregen met bandleden van Falling in Reverse.
In plaats daarvan gingen de band op pad met Asking Alexandria, As I Lay Dying, Attila en Memphis May Fire voor de Monster Outbreak tour. Op 22 oktober 2013 bracht de band hun door Joey Sturgis geproduceerde vierde album, New Demons, uit, waarna ze de Started From The Bottom Now We Here tour aankondigden, met ondersteuning van The Word Alive en Crown the Empire. In 2014 toerde de band als voorprogramma van Atilla's The New King's Tour, waarna ze in de zomer The All Stars Tour als headliner deden. Op 16 juni 2015 werd de Facebookpagina van de band gehackt en misbruikt voor de verspreiding van Islamistische propaganda.
Op 17 juni 2016 bracht de band haar vijfde album Treehouse uit, waarna ze ter promotie deelnamen aan de 10 Years In The Black tour, waar ze het podium deelden met bands als Asking Alexandria, Born of Osiris, After the Burial, Upon a Burning Body en Bad Omens. Op 18 april 2018 bracht de band een ep uit met akoestische versies van nummers die eerder al op Treehouse verschenen.
Op 1 februari 2019 kondigde de band aan dat ze onderdeel zouden zijn van de Doghouse Takeover Presents: Unleashed tour van Kayzo. Later dat jaar gaf de band een kleine akoestische tour ter ere van het 10-jarig jubileum van hun debuutalbum 3-D. In november 2019 namen ze deel aan de Let Light Overcome the Darkness Tour van Our Last Night.

## Bezetting
Huidige bezetting
- Brent Allen – slaggitaar (2006–heden), slaggitaar (2015–heden)
- Andrew Oliver – keyboards, programmering, zang (2015–heden), drums, zang (2006–2015)
- Devin Oliver – zang (2006–heden)
- Jeff Valentine – bas (2006–heden)

Voormalige leden
- Chris Moore – niet-schone zang, keyboards, programmering (2009–2010)
- Jimmy Gregerson – slaggitaar (2006–2015)
- Zach Johnson – niet-schone zang, keyboards, programmering (2006–2009; 2010–2015)

Tijdlijn

## Discografie
Studioalbums
| Jaar | Titel                      | Label            | Hoogste notering in de Amerikaanse hitlijsten | Hoogste notering in de Amerikaanse hitlijsten | Hoogste notering in de Amerikaanse hitlijsten | Hoogste notering in de Amerikaanse hitlijsten | Hoogste notering in de Amerikaanse hitlijsten | Hoogste notering in de Amerikaanse hitlijsten | Hoogste notering in de Amerikaanse hitlijsten |
| Jaar | Titel                      | Label            | Top 200                                       | US Indie                                      | US Heat                                       | US Rock                                       | US Alt                                        | US Digital                                    | US Hard Rock                                  |
| ---- | -------------------------- | ---------------- | --------------------------------------------- | --------------------------------------------- | --------------------------------------------- | --------------------------------------------- | --------------------------------------------- | --------------------------------------------- | --------------------------------------------- |
| 2009 | 3-D                        | Sumerian Records | 176                                           | 22                                            | 5                                             | —                                             | —                                             | —                                             | —                                             |
| 2011 | The End of the World Party | Sumerian Records | 144                                           | 18                                            | 1                                             | 37                                            | 23                                            | —                                             | —                                             |
| 2012 | Digital Renegade           | Sumerian Records | 45                                            | 9                                             | —                                             | 15                                            | 10                                            | 24                                            | —                                             |
| 2013 | New Demons                 | Sumerian Records | 28                                            | —                                             | —                                             | 2                                             | —                                             | —                                             | 5                                             |
| 2016 | Treehouse                  | Sumerian Records | 93                                            | —                                             | —                                             | —                                             | —                                             | —                                             | 4                                             |

Ep's
| Jaar | Titel           | Label                   |
| ---- | --------------- | ----------------------- |
| 2007 | Green Light Go! | Zelfstandig uitgebracht |
| 2008 | I See Stars     | Zelfstandig uitgebracht |

## Videografie
- What This Means to Me (2009)
- 3-D (2010)
- The Common Hours (2010)
- The End of the World Party (2011)
- Glow (2011)
- Filth Friends Unite (2012)
- Murder Mitten (2013)
- Break (2016)
- Running Whit Scissors (2016)
- Calm Snow (2016)

1. ↑  Billboard Chart History: